# Château de Rapperswil
Le château de Rapperswil (allemand : Schloss Rapperswil) est un château situé à Rapperswil dans le canton de Saint-Gall en Suisse. Il fut construit au début du XIIIe siècle par la maison de Rapperswil (en) sur une colline proche du lac de Zurich. Le musée polonais de Rapperswil y fut établi en 1870 par des émigrés polonais, dont le comte Władysław Plater qui louait l'édifice. Le château et le musée sont listés comme biens culturels d'importance nationale.

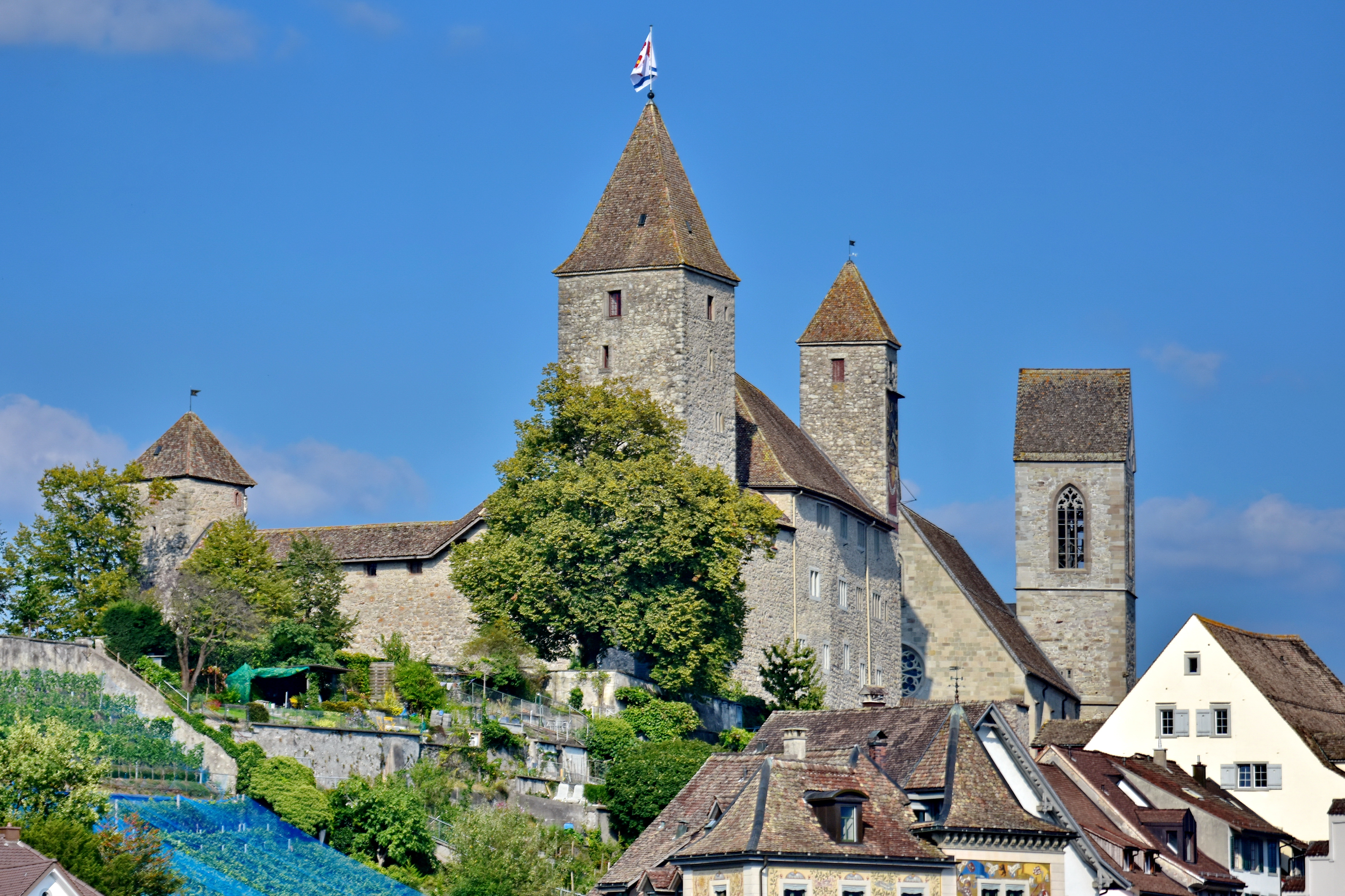
Le château de Rapperswil vu depuis le port avec l'église paroissiale à l'arrière-plan et des vignes au premier plan.

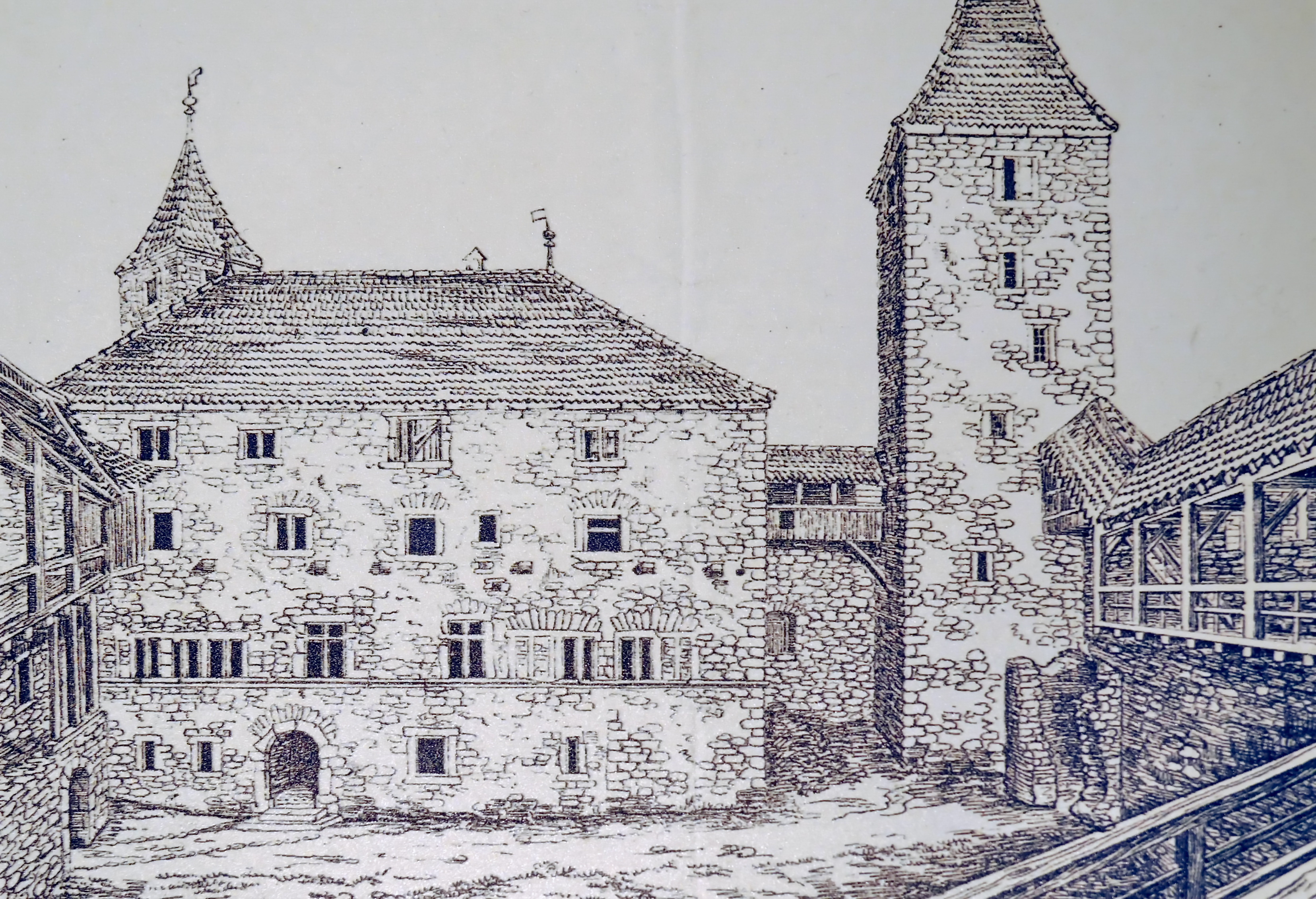
Château de Rapperswil en ruines, vue du corps de logis et du donjon depuis la cour, dessin de Heinrich Keller vers 1848.

## Situation
La partie médiévale de Rapperswil est dominée par le château, situé au sommet d'une colline rocheuse allongée appelée Lindenhof du côté ouest et Herrenberg du côté est où se trouve le monument. La colline est entourée sur trois côtés par le lac de Zurich à proximité du Seedamm (en) situé sur sa partie la plus étroite. Le château était donc bien protégé et contrôlait la voie navigable entre le lac de Walenstadt et la partie principale du lac de Zurich ainsi que la route médiévale du col du Saint-Gothard entre la Lombardie et Zurich et le chemin de Compostelle en direction de l'abbaye d'Einsiedeln.
La Stadtpfarrkirche Rapperswil (en) (église paroissiale de Rapperswil) et la Liebfrauenkapelle (en) (chapelle Notre-Dame) se trouvent à côté du château en direction de l'est.

## Histoire
Le château de Rapperswil remonte aux environs de 1200 à 1220 et fut mentionné pour la première fois en 1229 à l'occasion de la fondation du monastère de Rüti (en). Le château et les fortifications de l'ancien lieu-dit Endingen furent construits par le comte Rudolf II et son fils Rudolf III von Rapperswil (en), quand les nobles de Rapperswil se déplacèrent depuis Altendorf de l'autre côté du lac. Comme aux XIe et XIIe siècles, les comtes de Rapperswil servaient d'avoués pour l'abbaye d'Einsiedeln. Du grès provenant de l'île de Lützelau fut utilisé pour construire le château, les murs d'enceinte et la ville.
Les comtes de Rapperswil s'éteignirent en 1283 avec la mort du comte Rudolf V âgé de 18 ans, après laquelle l'empereur Rodolphe Ier de Habsbourg acquit leur fief. La seigneurie de Rapperswil passa au comte Ludwig (mort en 1289), membre de la maison de Homberg et premier mari de la comtesse Elisabeth von Rapperswil (en), sœur de Rudolf V. Vers 1309 le bailliage passa au comte Rudolf von Habsburg-Laufenburg (mort en 1315), second mari de la comtesse Elisabeth, puis à leur fils, le comte Johann I (en) (mort en 1337 à Grynau), puis au fils de celui-ci, Johann II (en) (mort en 1380). 
En 1350, une tentative de coup d'état de l'opposition aristocratique à Zurich (dont Johann II est un personnage central) fut repoussée par la force et les murs de la ville de Rapperswil ainsi que le château furent détruits par Rodolphe Brun. Eis-zwei-Geissebei (en), carnaval organisé à Rapperswil à Mardi gras, remonte peut-être au siège et à la destruction de la ville,. La ville et le château furent reconstruits par le duc Albert II d'Autriche qui acquit la seigneurie en 1354.
Après l'extinction de la lignée des Habsburg-Laufenburg en 1442, le château revint à la ville de Rapperswil. Après l'Ancienne guerre de Zurich, Rapperswil fut un protectorat de la Confédération suisse de 1458 à 1798 et les Confédérés occupèrent la ville et le château.
Au cours du temps, l'état de château se dégrada. En 1870, les autorités locales louèrent le château pour 99 ans à un Polonais émigré à la suite de l'insurrection de Novembre 1830, le comte Władysław Plater qui arriva en Suisse en 1844. Il restaura le château à ses frais et, le 23 octobre 1870, le musée polonais de Rapperswil y fut établi,.
Le château de Rapperswil et le musée polonais qui s'y trouve sont listés comme biens culturels d'importance nationale.

## Architecture
Le château forme presque un triangle équilatéral depuis sa reconstruction en 1354 par le duc Albert II. Chaque angle est marqué par une tour. La plus haute tour, au sud-ouest, est le donjon communément appelé Gügeliturm d'où le garde appelé Hochwächter avertissait les habitants des dangers qui approchaient ou des incendies. La tour horloge pentagonale située à l'est compte trois cloches ainsi qu'un cadran solaire et deux horloges. Le corps de logis de six étages est situé entre ces deux tours. Des remparts mènent à la troisième tour située au nord-ouest, appelée tour de poudre. Entre 1698 et 1837, il y avait un pont-levis à l'emplacement de la porte inférieure actuelle en direction de l'ancienne chapelle du château (en). Les troupes françaises révolutionnaires pillèrent le château en 1798.
Les points d'intérêt à l'intérieur du château sont notamment la Rittersaal (salle des chevaliers), l'architecture historique en bois et les tapisseries.

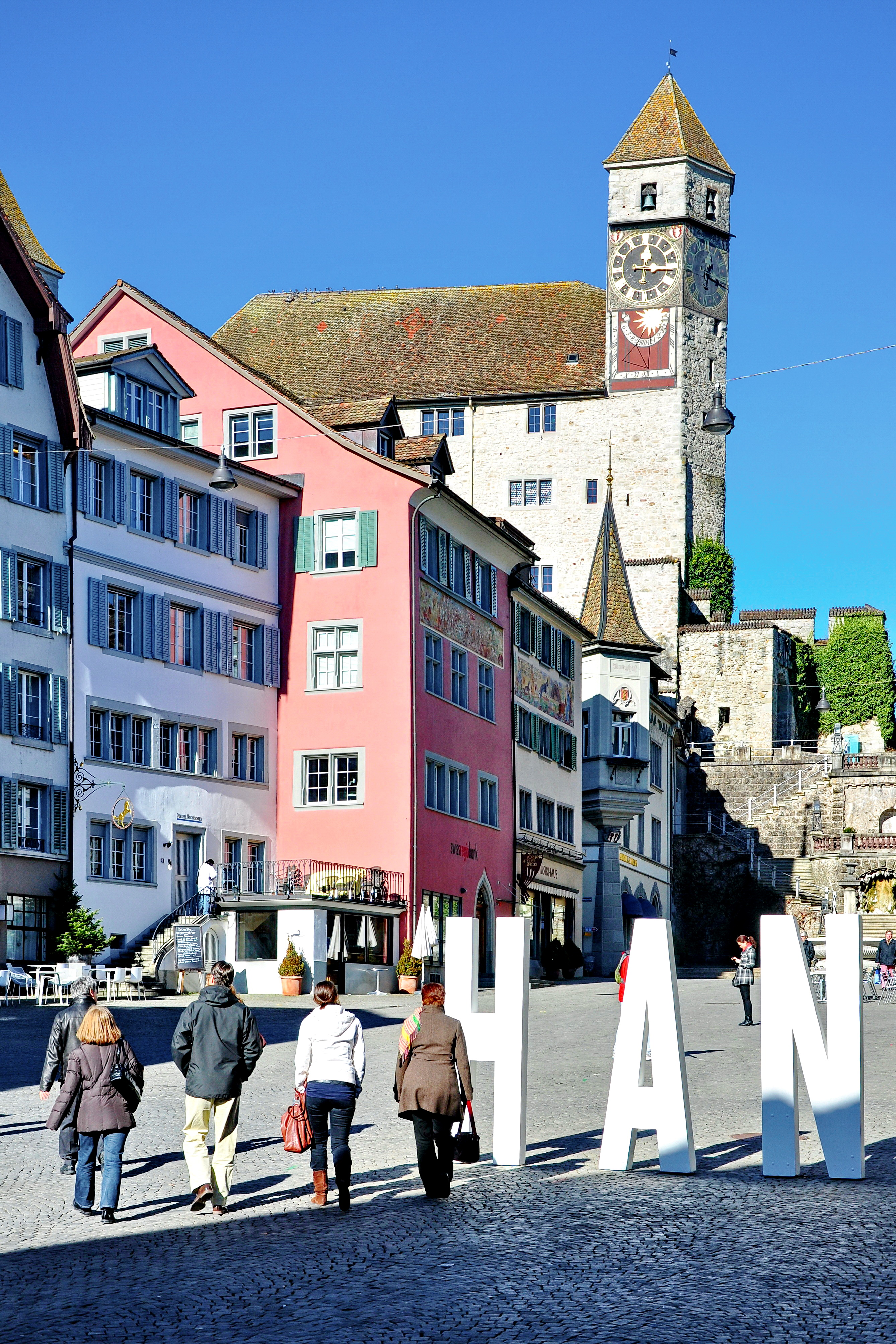
Tour de l'horloge vue depuis le sud.
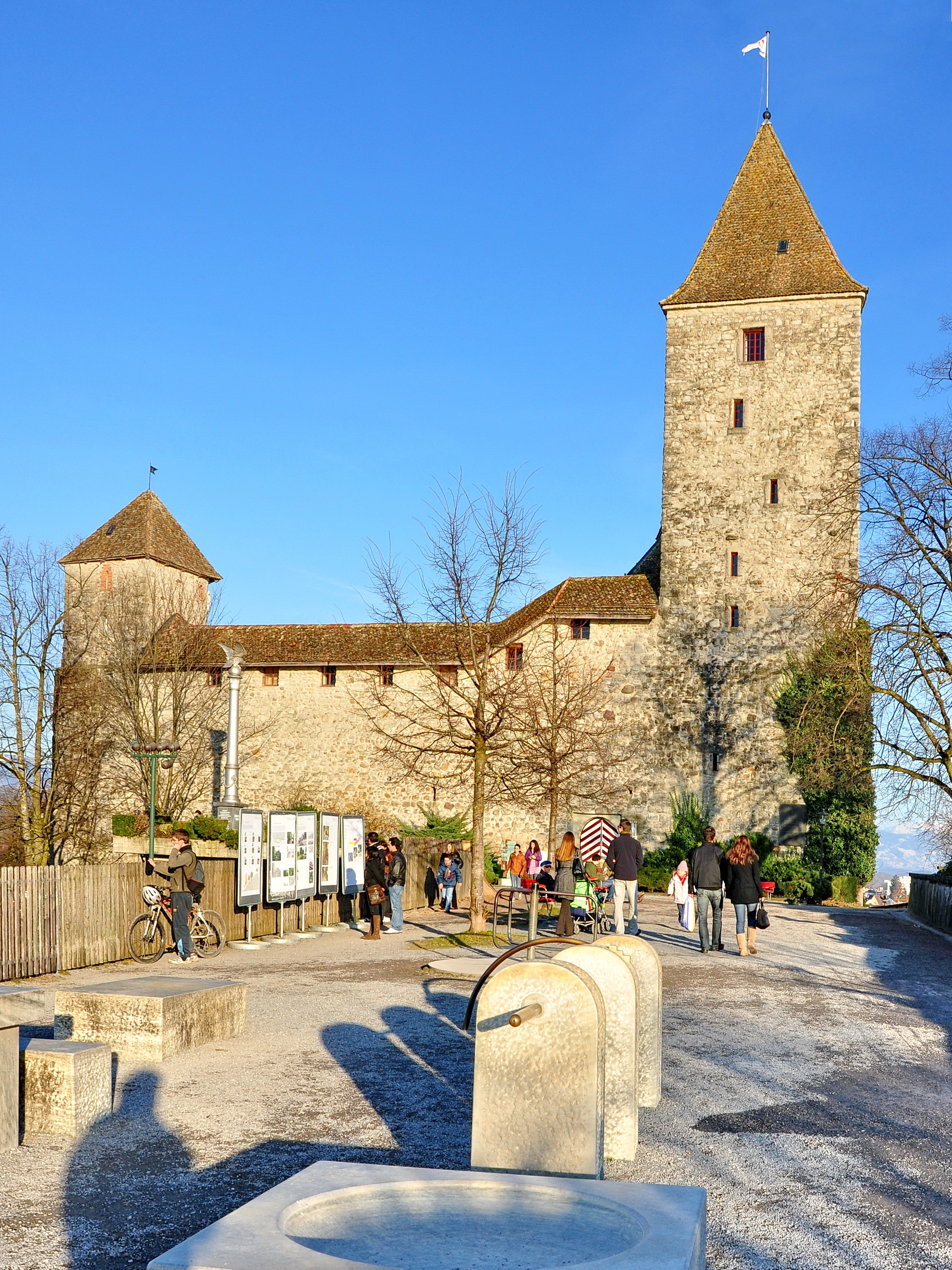
Donjon vu depuis l'ouest.
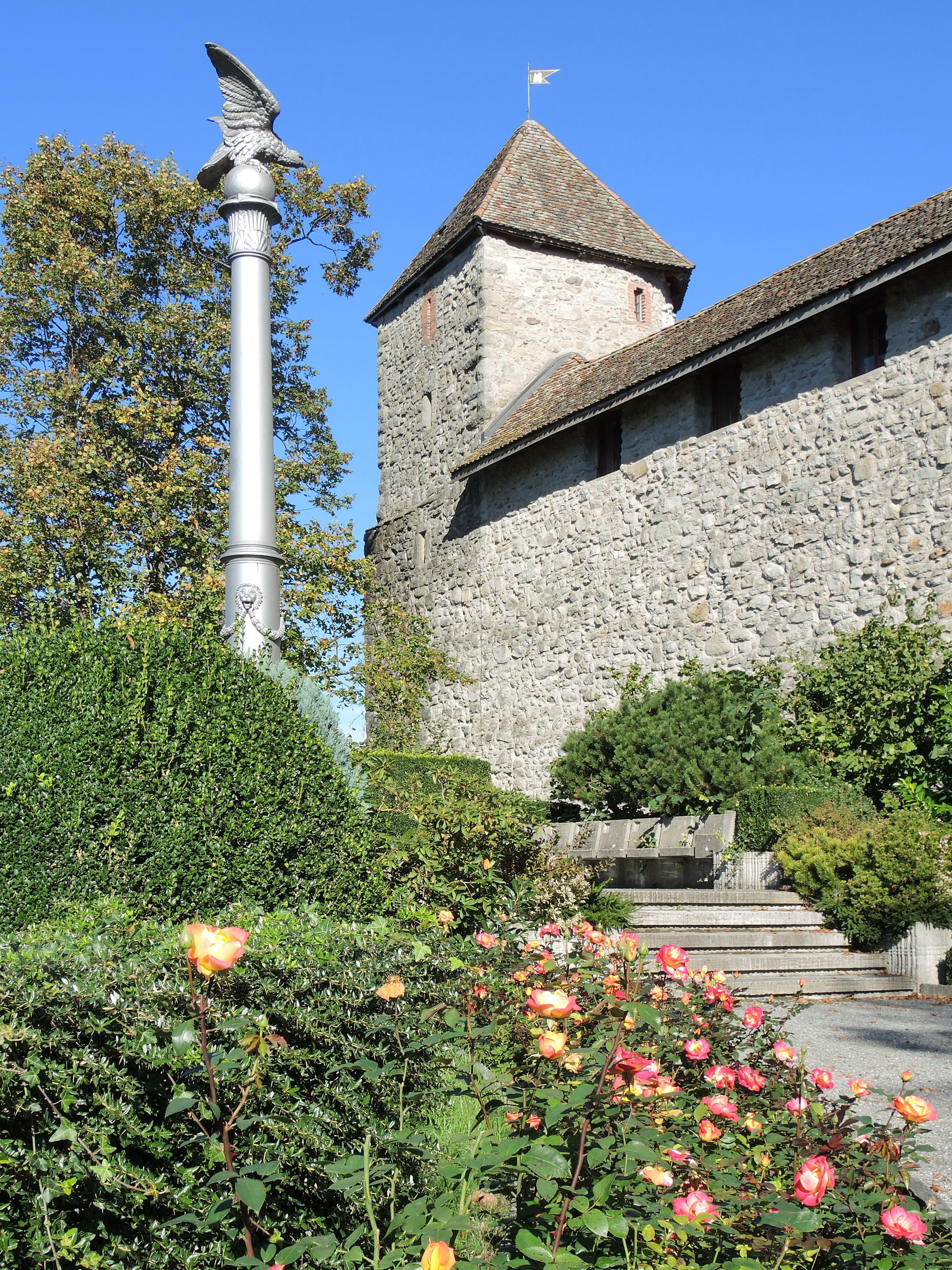
Tour de poudre et pilier polonais de la liberté.
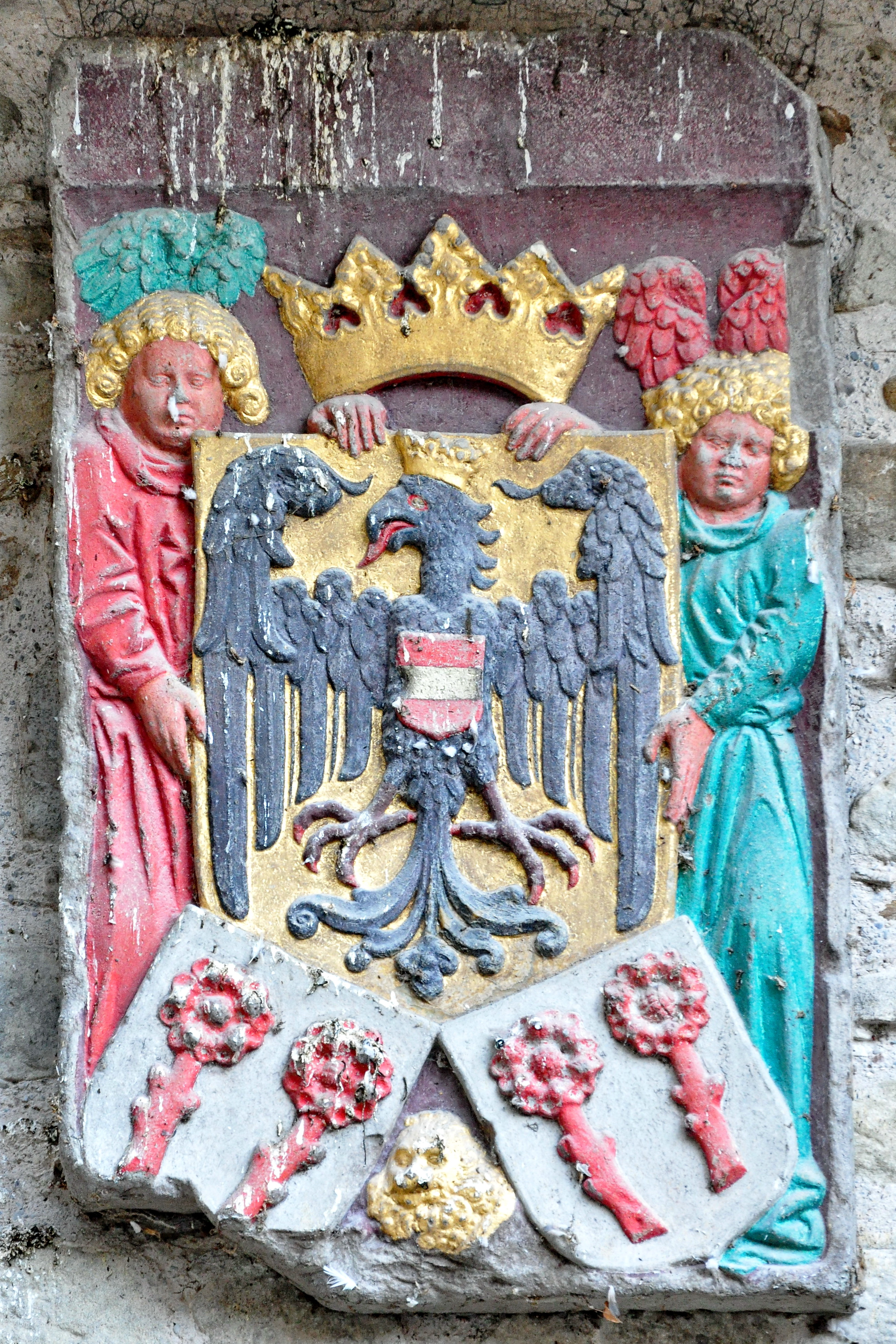
Relief du blason de Rapperswil au-dessus de la porte principale.
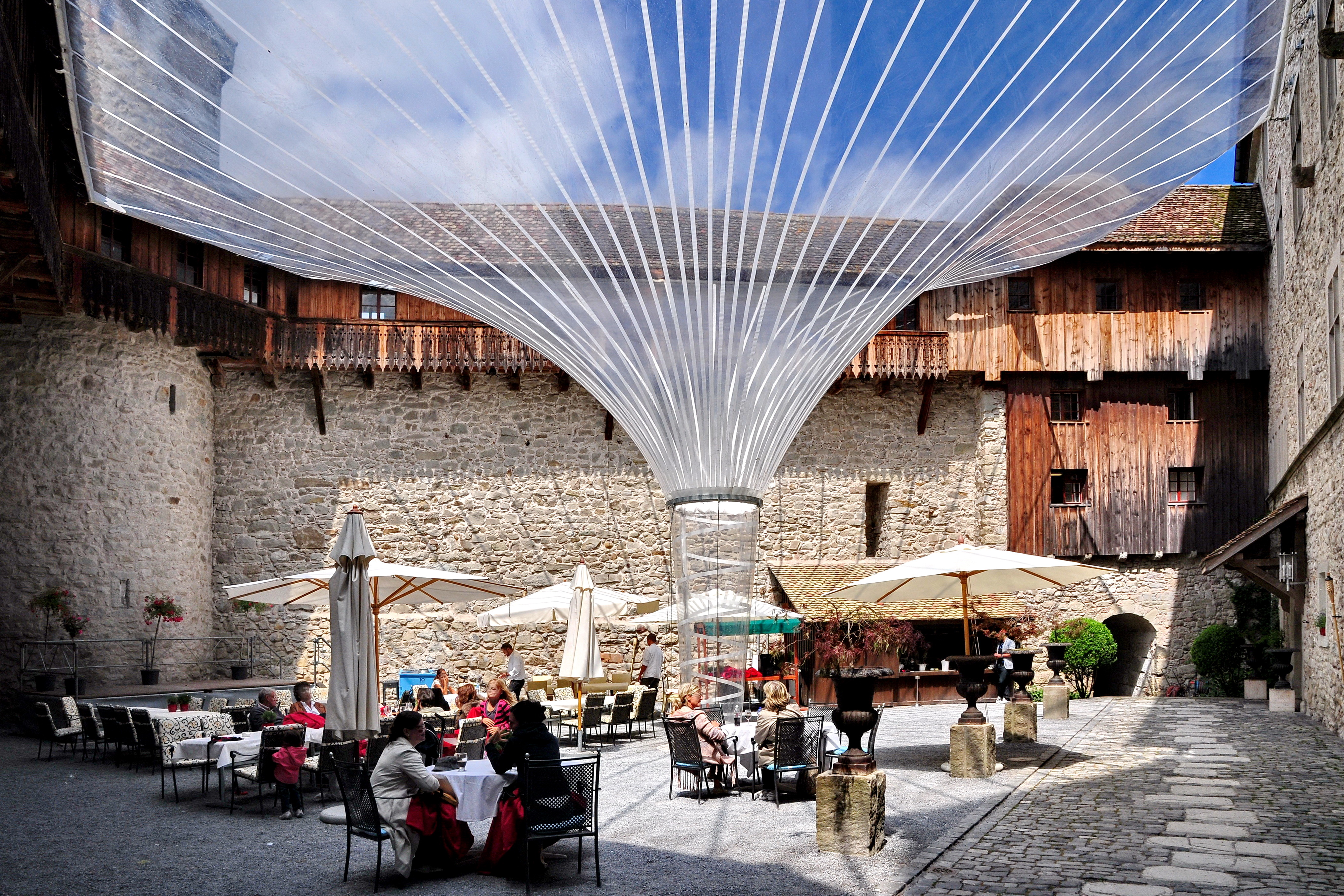
Porte principale et remparts.
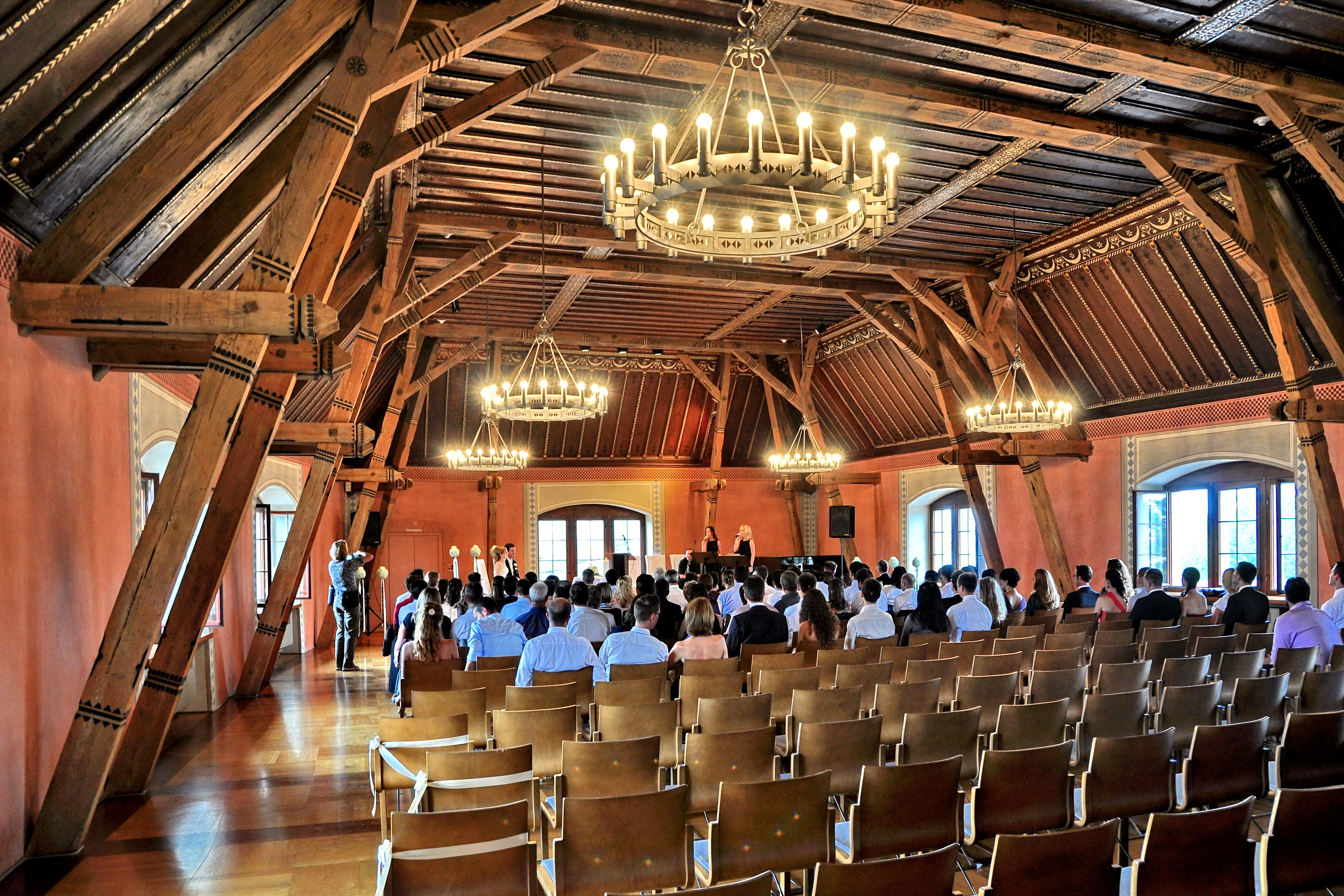
Salle des chevaliers dans le corps de logis.
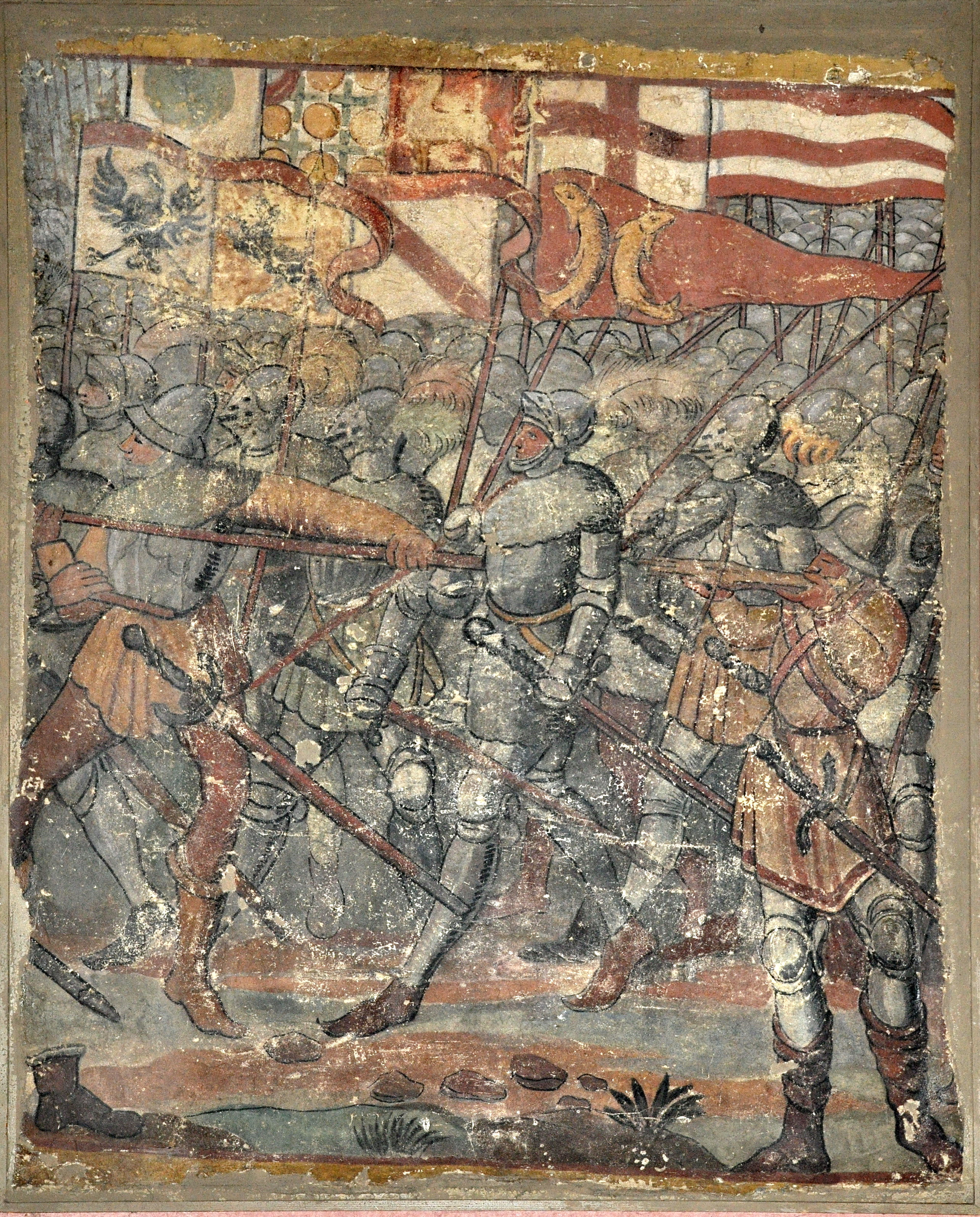
Fresques dans le donjon.